# Дагестанская полёвка
Дагестанская полёвка, или Дагестанская сосновая полевка (Microtus daghestanicus), — вид грызунов семейства Хомяковые. Распространён в России, Грузии, Армении, Азербайджане.

## Описание
Длина тела до 95 мм, длина хвоста до 40 мм. Имеет сходство с кустарниковой полёвкой, отличается более светлой окраской, меньшей величиной глазной щели (длина менее 2,2 мм), уплощённым осевым черепом с заметным вдавливанием в передней части лобных костей. В кариотипе 52-54 хромосомы.

## Ареал
Дагестанская полёвка обитает в таких экосистемах и ареалах как горные леса запада Малого Кавказа, в верхнем течении Риони и верхнем течении Терека. Образ жизни, хозяйственное и эпидемическое значения изучены плохо. Вид находится в безопасности.